# Maple Hill
Maple Hill är en ort i Wabaunsee County i Kansas. Vid 2020 års folkräkning hade Maple Hill 631 invånare.